# 西経69度線
西経69度線（せいけい69どせん）は、本初子午線面から西へ69度の角度を成す経線である。北極点から北極海、北アメリカ、大西洋、カリブ海、南アメリカ、太平洋、南極海、南極大陸を通過して南極点までを結ぶ。
西経69度線は、東経111度線と共に大円を形成する。

## 通過する地域一覧
西経69度線は、北極点から南極点まで南に向かって以下の場所を通っている。
| 地理座標                                             | 国土・領土・領海   | 備考 |
| ---------------------------------------------------- | ------------------ | --- |
| 北緯90度0分 西経69度0分 / 北緯90.000度 西経69.000度  | 北極海             | |
| 北緯83度6分 西経69度0分 / 北緯83.100度 西経69.000度  | リンカーン海       | |
| 北緯82度59分 西経69度0分 / 北緯82.983度 西経69.000度 | カナダ             | ヌナブト準州 — エルズミーア島                                                                                        |
| 北緯80度34分 西経69度0分 / 北緯80.567度 西経69.000度 | ネアズ海峡         | |
| 北緯78度58分 西経69度0分 / 北緯78.967度 西経69.000度 | グリーンランド     | |
| 北緯76度16分 西経69度0分 / 北緯76.267度 西経69.000度 | バフィン湾         | |
| 北緯70度42分 西経69度0分 / 北緯70.700度 西経69.000度 | カナダ             | ヌナブト準州 — バフィン島                                                                                            |
| 北緯62度23分 西経69度0分 / 北緯62.383度 西経69.000度 | ハドソン海峡       | |
| 北緯60度45分 西経69度0分 / 北緯60.750度 西経69.000度 | アンガヴァ湾       | |
| 北緯59度1分 西経69度0分 / 北緯59.017度 西経69.000度  | カナダ             | ヌナブト準州 — ターセル島（英語版）                                                                                  |
| 北緯58度58分 西経69度0分 / 北緯58.967度 西経69.000度 | アンガヴァ湾       | |
| 北緯58度54分 西経69度0分 / 北緯58.900度 西経69.000度 | カナダ             | ケベック州 |
| 北緯48度47分 西経69度0分 / 北緯48.783度 西経69.000度 | セントローレンス川 | |
| 北緯48度16分 西経69度0分 / 北緯48.267度 西経69.000度 | カナダ             | ケベック州 ニューブランズウィック州（北緯47度18分 西経69度0分 / 北緯47.300度 西経69.000度から）                      |
| 北緯47度14分 西経69度0分 / 北緯47.233度 西経69.000度 | アメリカ合衆国     | メーン州 |
| 北緯44度18分 西経69度0分 / 北緯44.300度 西経69.000度 | 大西洋             | |
| 北緯19度1分 西経69度0分 / 北緯19.017度 西経69.000度  | ドミニカ共和国     | イスパニョーラ島、カタリナ島（英語版）                                                                               |
| 北緯18度20分 西経69度0分 / 北緯18.333度 西経69.000度 | カリブ海           | |
| 北緯12度13分 西経69度0分 / 北緯12.217度 西経69.000度 | キュラソー         | |
| 北緯12度8分 西経69度0分 / 北緯12.133度 西経69.000度  | カリブ海           | |
| 北緯11度26分 西経69度0分 / 北緯11.433度 西経69.000度 | ベネズエラ         | |
| 北緯6度12分 西経69度0分 / 北緯6.200度 西経69.000度   | コロンビア         | |
| 北緯1度43分 西経69度0分 / 北緯1.717度 西経69.000度   | ブラジル           | アマゾナス州 アクレ州（南緯8度52分 西経69度0分 / 南緯8.867度 西経69.000度から）                                      |
| 南緯10度59分 西経69度0分 / 南緯10.983度 西経69.000度 | ボリビア           | |
| 南緯11度52分 西経69度0分 / 南緯11.867度 西経69.000度 | ペルー             | |
| 南緯13度36分 西経69度0分 / 南緯13.600度 西経69.000度 | ボリビア           | 約17 km |
| 南緯13度45分 西経69度0分 / 南緯13.750度 西経69.000度 | ペルー             | |
| 南緯14度24分 西経69度0分 / 南緯14.400度 西経69.000度 | ボリビア           | チチカカ湖を通過 |
| 南緯16度12分 西経69度0分 / 南緯16.200度 西経69.000度 | ペルー             | チチカカ湖を通過 |
| 南緯16度28分 西経69度0分 / 南緯16.467度 西経69.000度 | ボリビア           | チチカカ湖を通過 |
| 南緯18度38分 西経69度0分 / 南緯18.633度 西経69.000度 | チリ               | |
| 南緯27度34分 西経69度0分 / 南緯27.567度 西経69.000度 | アルゼンチン       | |
| 南緯50度28分 西経69度0分 / 南緯50.467度 西経69.000度 | 大西洋             | |
| 南緯51度27分 西経69度0分 / 南緯51.450度 西経69.000度 | アルゼンチン       | |
| 南緯52度12分 西経69度0分 / 南緯52.200度 西経69.000度 | チリ               | 約9km |
| 南緯52度17分 西経69度0分 / 南緯52.283度 西経69.000度 | マゼラン海峡       | |
| 南緯52度39分 西経69度0分 / 南緯52.650度 西経69.000度 | チリ               | フエゴ島、ホステ島（英語版）                                                                                         |
| 南緯55度20分 西経69度0分 / 南緯55.333度 西経69.000度 | 太平洋             | |
| 南緯60度0分 西経69度0分 / 南緯60.000度 西経69.000度  | 南極海             | |
| 南緯67度23分 西経69度0分 / 南緯67.383度 西経69.000度 | 南極大陸           | アデレード島 — アルゼンチン（アルゼンチン領南極）と チリ（チリ領南極）と イギリス (イギリス領南極地域)が領有権を主張 |
| 南緯67度43分 西経69度0分 / 南緯67.717度 西経69.000度 | 南極海             | マルグリット湾 |
| 南緯69度57分 西経69度0分 / 南緯69.950度 西経69.000度 | 南極大陸           | アルゼンチン（アルゼンチン領南極）と チリ（チリ領南極）と イギリス (イギリス領南極地域)が領有権を主張                |